# 서노마 국제 영화제

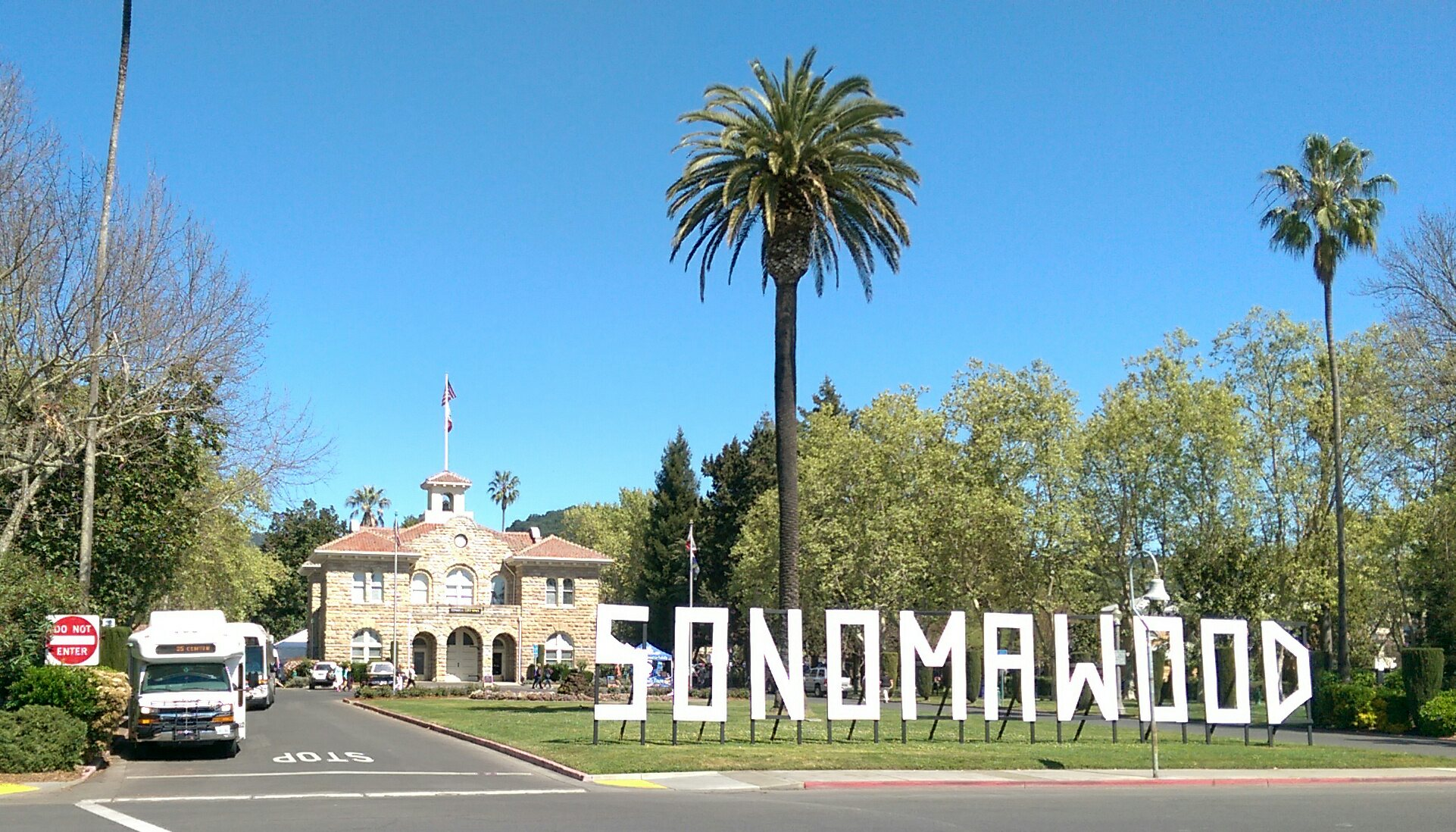

서노마 국제 영화제(Sonoma International Film Festival)는 서노마밸리필름협회(Sonoma Valley Film Society) 주관으로 1997년부터 매년 4월 미국 캘리포니아 서노마에서 열리는 영화제이다.